# مطار سينايوكي
مطار سينايوكي (بالفنلندية: Seinäjoen lentoasema)‏ (إياتا: SJY، إيكاو: EFSI) هو مطار في إيلماجوكي، فنلندا، على بعد حوالي 6 ميل بحري (11 كـم؛ 7 ميل) جنوب-جنوب غرب مركز مدينة سينايوكي. تم تشغيل المطار منذ عام 2016 من قبل شركة مطار سيناخوكي المحدود(بالفنلندية: Seinäjoki Airport Ltd)‏. قبل ذلك (من 1976 إلى 2016) كانت تديرها مؤسسة رنغونهارجوز (بالفنلندية: Rengonharju-säätiö)‏.

## المرافق
يقع المطار على ارتفاع 92 متر (302 قدم) فوق مستوى سطح البحر. يملك مدرج واحد محدد 14/32 مع سطح إسفلتي بمقاس 2,000 by 45 متر (6,562 قدم × 148 قدم).

## شركات الطيران والوجهات
في الوقت الحالي، لا توجد رحلات طيران مجدولة وتتكون حركة المرور بشكل أساسي من رحلات الأعمال الخاصة ورحلات الطيران العارض، بالإضافة إلى الطيران العام. في الماضي، كانت الرحلات الجوية المجدولة من سينايوكي يتم تشغيلها على الأقل من قبل فين إير وفينكوم ايرلاينز (بالإنجليزية: Finncomm Airlines)‏و نورديك ريجيونال إيرلاينز أوي (بالإنجليزية: Flybe Nordic)‏و دايركت فلاي ج (بالإنجليزية: Direktflyg)‏ و جولدن اير (بالإنجليزية: Golden Air)‏ و بلو ون و ووساوينغ (بالإنجليزية: Wasawings)‏ التي كانت أول مشغل مجدول للمطار في عام 1983.

## إحصائيات

### ركاب
| السنة | الركاب المحليين | الركاب الدوليين | إجمالي الركاب | نسبة التغير |
| ----- | --------------- | --------------- | ------------- | ----------- |
| 2005  | 35766           | 197             | 35963         | + 9.5٪▲     |
| 2006  | 38858           | 133             | 38991         | + 8.4٪▲     |
| 2007  | 38784           | 164             | 38948         | −0.1٪▼      |
| 2008  | 37168           | 160             | 37328         | −4.2٪▼      |
| 2009  | 33840           | 1،368           | 35208         | −5.7٪▼      |
| 2010  | 30603           | 3317            | 33920         | −3.7٪▼      |

### الشحن والبريد
| السنة | الشحن المحلي | البريد المحلي | الشحن الدولي | البريد الدولي | إجمالي الشحن والبريد | نسبة التغير |
| ----- | ------------ | ------------- | ------------ | ------------- | -------------------- | ----------- |
| 2006  | 11           | 0             | 0            | 0             | 11                   | غير متاح    |
| 2007  | 0.4          | 0.2           | 0            | 0             | 0.6                  | −95٪▼       |
| 2008  | 8.6          | 2.7           | 0            | 0             | 11.3                 | + 1783٪▲    |
| 2009  | 10           | 1.7           | 0            | 0             | 11.7                 | + 4٪▲       |
| 2010  | 11           | 2             | 0            | 0             | 13                   | + 11٪▲      |

## روابط خارجية
- موقع المطار الرسمي
- حالة الطقس في سيناجوكي- إلماجوك، فنلندا (EFSI).
- تاريخ الحوادث لـ (مطار سيناكي- إلماجوكي (SJY / EFSI)) على شبكة سلامة الطيران.